# Roox
Roox este un oraș din Somalia. Principala activitate economică din Roox este agricultura.